# Rio Seim
Vista do rio Seim no oblast de Kursk
O rio Seim (também transliterado como Seym ou Sejm em russo:  Сейм; em ucraniano:  Сейм) é um longo rio europeu que corre pela Rússia e Ucrânia, a principal afluente do rio Desna, a sua vez afluente do rio Dniepre. Tem um comprimento de 748 quilómetros e drena uma bacia de 27.500 km².

## Geografia

### Curso na Rússia
O rio Seim nasce na Rússia, na parte centro meridional do oblast de Kursk. Corre em seu primeiro trecho em direção sudoeste, passando pelas pequenas localidades de Gorbunovka, Solntsevo, Melovatka, Korarevo, Vypolzovo e Mashnino. O rio corre em seguida através de uma grande planície, descrevendo cada vez mais curvas e meandros, chegando a Korovino, Polevaia, Kushinovka, Belosnoie, Allab'ievo, Kliukva e Dumevo. Passa ao sul da cidade de Kursk (408.148 habitantes em 2008), a capital do oblast, onde recebe pela direita, chegando do norte, ao rio Tuskar.
Vira depois o rio para o oeste, cruzando as pequenas localidades de Nizhnaia Makva, Rassil'naia, Sudolovka, Nizhnaia Malijlilna e Starodubtsevo, onde recebe pela esquerda, e chegando do sul, ao rio Raut. Continua para o oeste, passando em frente a Makarovka, Biki, Pogorelovska e Lgov. Segue por Sherekino, Sergueievska, Banischi, Pravoberezhnii e Ziabkino, onde recebe pela direita, chegando do nordeste, ao rio Svapa.
O Seim volta-se ao sul, atingindo Bupel, Strepitsi, e Rylsk (17.603 hab. em 2002). Segue águas abaixo por Nekrasovo, Volobulevo e Krasnooktliar'skoie e Glushovo. Aqui o rio já apresenta muito acentuadas as características dos rios de planície, com muitos braços, ilhas, canais e meandros abandonados e uma ampla zona de inundação. Vira de novo ao oeste, chegando a Budki, Zvannoie, Karizh, Kolodezhi e Tetkino, passada a qual abandona Rússia.

### Curso em Ucrânia
Interna-se em Ucrânia pela sua vez a norte oriental, cerca da localidade de Boyaro-Lezhachi, no oblast de Sumy. Segue por Manukhova, Glusehts, Peski, e Vygerovska. Vira para o noroeste, atingindo Chumakiv e Putivl. Passa depois pelas pequenas Khizhki, Kamen', Mutin, Novomutin, Zabolotovo, Taranskiy. Depois se adentra no oblast de Chernihiv pela parte centro oriental, chegando a Baturin, Obmachev, Kerbatovska e Pekarev. Desemboca finalmente no rio Desná, pela sua margem esquerda, cerca da localidade de Maloye Ust'ye.
O rio congela-se no final de novembro a princípios de janeiro, o desgelo ocorre no final de março ou a princípios de abril.